# Giovanni Vincenzo Patuzzi
Giovanni Vincenzo Patuzzi est un théologien italien né à Conegliano près de Trévise le 19 juillet 1700 et mort à Vicence le 26 mai 1769.

## Biographie
Né le 19 juillet 1700, à Conegliano, dans le Véronèse, Patuzzi prend en 1717 l’habit religieux de la congrégation du bienheureux Giacomo Salomoni, qui est une des branches de l’Ordre des Prêcheurs. Il enseigne la théologie à Venise et seconde le P. Daniele Concina dans la guerre opiniâtre que celui-ci faisait à la morale relâchée. Patuzzi meurt à Vicence le 26 mai 1769, dans la maison de campagne du marquis L. Sale, son ami.

## Œuvres
1. la Vie de la vénérable Rose Fialetti, Venise, 1740, in-4° ;
2. Défense de la doctrine de St-Thomas, contre Benzi, Lucques, 1746, in-4° ;
3. De l’état futur des impies, Vérone, 1748, in-4°. L’auteur y joignit depuis une Dissertation sur la place des enfers sur la terre.
4. Lettres théologico-morales pour la défense de l’Histoire du probabilisme de Concina, Venise, 1751, 2 vol. in-8°, avec deux suites, qui parurent en 1753 et en 1754, chacune en 2 volumes. Dans la dernière, Patuzzi réfute un jésuite qui avait critiqué ses premières Lettres.
5. Observations sur quelques points d’histoire littéraire, adressées à Francesco Antonio Zaccaria, Venise, 1756, 2 vol. in-8° ;
6. Sur la matière des sacrements, contre les hérétiques, 2 vol. in-fol. C’est une édition augmentée de l’ouvrage de Paul-Antoine Drouin.
7. L’Encyclique de Benoît XIV éclaircie et défendue contre l’auteur des Doutes, Lugano, 1758, in-8°. Cet écrit plut beaucoup à quelques appelants, qui le firent traduire en français et imprimer à Utrecht.
8. Traité de la règle prochaine des actions humaines dans le choix des opinions, Venise, 1758, 2 vol. in-4° ; traduit depuis en latin ;
9. Courte instruction sur le même sujet ;
10. Des indulgences et des dispositions pour les recevoir, Rome, 1760, in-16 ;
11. Exposition de la doctrine chrétienne, Venise, 1761. C’est l’ouvrage de Mesenguy, dont Patuzzi prétendait avoir retranché tout ce qui avait motivé la censure de Rome.
12. Lettre à un ministre d’État sur la doctrine des casuistes modernes en morale et sur les grands maux qui en résultent pour la société, Venise, 1761, 1 vol. in-8° ;
13. Lettres apologétiques, ou Défense de St-Thomas sur le tyrannicide, Venise, 1765, in-8° ;
14. la Cause du probabilisme, rappelée à l’examen par M. Liguori, et de nouveau convaincue de faux, par Adolphe Dosithée, Venise, 1764, in-8°. C’est une réponse à la dissertation publiée par le prélat en 1763 sur l’usage modéré de l’opinion probable.
15. Observations théologiques sur l’apologie de M. Liguori, contre l’écrit précédent, in-8° ;
16. Théologie morale, Bassano, 1790, 7 vol. in-4°. Patuzzi ayant laissé cet ouvrage imparfait, le P. Fantini, son confrère, l’a terminé, et y a joint une Notice sur la vie et les écrits de Patuzzi.

Ceux  cités ci-dessus sont en italien, à l’exception des numéros 3, 6 et 16, qui sont en latin. Plusieurs de ces écrits ont paru sous le nom d’Eusebio Eraniste, qui était probablement le nom de Patuzzi comme membre de l’Académie d'Arcadie. On peut voir son éloge latin, publié en 1770 par Sidenio, et l’Europe littéraire, juin 1769. En applaudissant à son zèle contre le relâchement en général, on n’oserait décider s’il n’a pas lui-même donné dans quelque excès, et il semble que, dans cette dispute, le prélat napolitain avait, par sa longue expérience et ses travaux dans les missions, un grand avantage sur le P. Patuzzi, qui ne paraît pas avoir joint à la méditation du cabinet l’exercice habituel du ministère.